# Египетский конституционный референдум (2019)
Конституционный референдум в Египте проходил 20—22 апреля 2019 года для внутренних округов и 19—21 апреля для граждан Египта за границей. Предлагавшиеся поправки к конституции позволяли президенту Абдул-Фаттаху Халилу Ас-Сиси оставаться у власти до 2030 года, тогда как по прежней Конституции он не имел права баллотироваться в президенты после 2018 года. Референдум был одобрен 88,83 % избирателей при явке 44 %.

## Поправки к Конституции
В Статью № 140 были внесены изменения с целью продления президентского срока с четырёх до шести лет, а в Статью № 241 внесены изменения с целью продления нынешнего срока полномочий Ас-Сиси и предоставления ему возможности баллотироваться на дополнительный срок. Другие поправки восстанавливали право президента назначать вице-президентов (которое было отменено в 2012 году) и усиливали полномочия президента в отношении судебной власти, что обеспечивалось изменениями в статьях № 185, 189 и 193. При этом президент становился главой Верховного совета для судебных органов, который назначает государственного прокурора и руководителей судебной власти, а также имел право назначать главу Верховного Конституционного суда.
Две поправки также описывали роль военных в правительстве, с предложенным изменением Статьи № 200, в котором говорится, что военные должны «охранять Конституцию и демократию, поддерживать основные столпы государства и его гражданский характер, поддерживать достижения народа, а также права и свободы человека». Пересмотр Статьи № 234 определял на постоянной основе роль армии при назначении министра обороны.
Парламент вновь становился двухпалатным, при этом верхняя палата, которая была упразднена в 2014 году, восстанавливалась как Сенат, в который входили бы 120 избранных членов и 60 — назначенных президентом. Изменения в Статье № 102 уменьшали число членов нижней палаты с 596 до 450, при этом как минимум 112 мест резервировалось для женщин.
16 апреля 2019 года парламент одобрил изменения Конституцию, при этом 22 депутата проголосовали против изменений, а один — воздержался. Изменения должны были быть вынесены на референдум в течение 30 дней.

## Предвыборная кампания
Предложения были поддержаны депутатом от партии «Свободные египтяне» Мохамедом Абу Хамедом, который заявил, что «ас-Сиси нужно больше времени для продолжения реформ». Многочисленные политические партии, в том числе Социалистический народный блок, Египетская социал-демократическая партия, Конституционная партия, Партия реформ и развития, Партия свободы Египта, Социалистическая партия Египта, Партия национального примирения, Консервативная партия и Партия достоинства, собрались 5 февраля 2019 года, чтобы сформировать Союз в защиту Конституции, который запустил трёхцелевую кампанию, чтобы отклонить поправки (сбор подписей, создание медийной платформы и борьба против поправок через суды). Член Конституционной партии Халед Дауд заявил, что эти предложения являются захватом власти. Либеральное Гражданское демократическое движение выступило против поправок. Другие партии и организации, выступавшие против поправок, включали Арабскую демократическую насеристскую партию и Революционных социалистов.
Международная комиссия юристов призвала отклонить изменения, отметив, что изменение в статье № 140 о продолжительности президентских сроков нарушает установленный пункт статьи № 226, запрещающий внесение изменений в тексты, касающиеся переизбрания президента, за исключением случаев с дополнительными гарантиями.
Кампания под названием «Батил» («пустой бюллетень») была запущена 7 апреля и была направлена против предложенных поправок, но веб-сайт кампании был заблокирован 9 апреля 2019 года после того, как она собрала более 60 тыс. подписей против изменений; Согласно NetBlocks, правительство впоследствии заблокировало более 34 000 других доменов, чтобы ограничить доступ к сайту кампании.
Противники поправок столкнулись с давлением со стороны правительства, как сообщил «Аль-Монитор». Политолог и обозреватель Магед Мандур пришёл к выводу, что изменения в Конституции «перевернут египетскую политическую систему и устранят последний намёк на разделение властей или подчинения военных избранному правительству. Египет готовится стать военной диктатурой как по названию, так и по сути».